# 高辛胤
高辛胤（1613年—1685年），字肅若，名辛允、辛印，陝西省西安府韓城縣（今陝西省韓城市）人，明末清初政治人物，崇禎末科進士。

## 生平
明崇禎十六年（1643年），登進士。明亡後降李自成，授官縣令。不久降清。順治三年（1646年），任大理寺左評事，后改吏科給事中、刑科給事中。順治十三年，任順天府府丞。次年改大理寺少卿。順治十五年，任太僕寺卿。順治十五年，任通政使。順治十八年，任兵部督捕右侍郎。康熙八年，改工部右侍郎。